# Ruzjany
Ruzjany (hviderussisk: Ружаны, tr. Ruzjany; russisk: Ружаны, tr. Rusjany) er en lille by i Pruzjany rajon i Brest oblast, Hviderusland med 2.642 (2025) indbyggere.
Ruzjany ligger ved floden Ruzjanka og er omgivet af bakker. Byen ligger 140 km fra Brest, 38 km fra Ivatsevitsjy (hvor den nærmeste jernbanestation ligger), 45 km nordøst for Pruzjany, hvor vejene fra Pruzjany til Slonim og Ivatsevitsjy til Kosava skærer hinanden. Ruzjany nævnes for første gang på skrift i 1552.

## Kendte fra Ruzhany
- Sapieha-familien, en indflydelsesrig Polsk-Litauisk adelsfamilie, der byggede slottet i Ruzjany.
- I. M. Pines, en berømt zionist.
- Yitzhak Shamir, tidligere premierminister i Israel.